# Małżowina nosowa środkowa

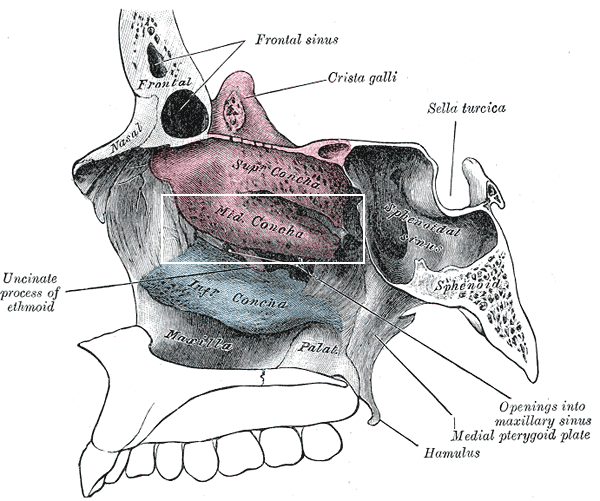
Małżowina nosowa środkowa podpisana Mid. Concha i oznaczona białą ramką.

Małżowina nosowa środkowa (łac. concha nasalis media) – w anatomii człowieka część ściany bocznej jamy nosowej, wraz z małżowiną nosową górną stanowiąca część kości sitowej. Przybiera formę cienkiej blaszki kostnej pokrytej błoną śluzową. Jej brzeg wolny, określany jako głowa małżowiny rozpoczyna się powyżej oraz około 1 do 2 cm ku tyłowi od przedniego brzegu małżowiny nosowej dolnej. 
Przebieg przyczepu małżowiny nosowej środkowej można podzielić na trzy części:
- część przednia – w obrębie sitowia przedniego, biegnie skośnie w dół w płaszczyźnie strzałkowej
- część środkowa – ustawiona w płaszczyźnie czołowej oddziela sitowie przednie od tylnego
- część tylna – biegnie poziomo przyczepiając się do blaszki oczodołowej lub/i przyśrodkowej ściany  zatoki szczękowej

Odmianą anatomiczną małżowiny nosowej środkowej jest małżowina puszkowa (concha bullosa) powstała na skutek upowietrznienia w obrębie głowy lub/i blaszki pionowej małżowiny. Z klinicznego punktu widzenia, upowietrzniona małżowina nosowa środkowa może doprowadzać do zwężenia kompleksu ujściowo-przewodowego.
Pod małżowiną znajduje się przewód nosowy środkowy, w którym znajdują się ujścia zatoki czołowej, zatoki szczękowej przez rozwór półksiężycowaty, niekiedy występuje także dodatkowe ujście zatoki szczękowej w tylnej części przewodu nosowego środkowego w obrębie tzw. ciemiączka wraz z komórkami sitowymi przednimi.

## Dodatkowe ilustracje

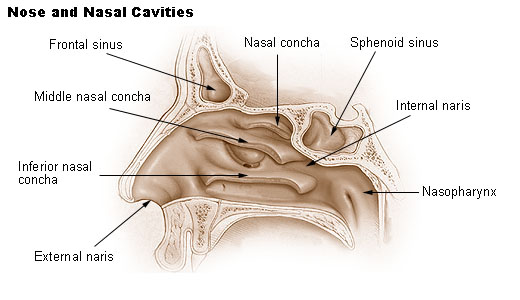
Jama nosowa
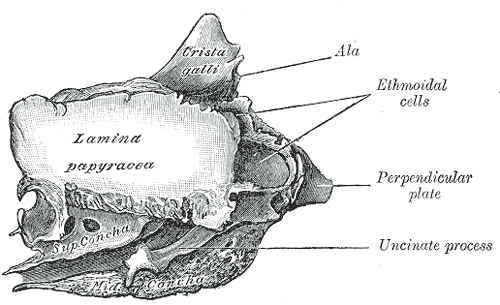
Kość sitowa widoczna z prawej strony
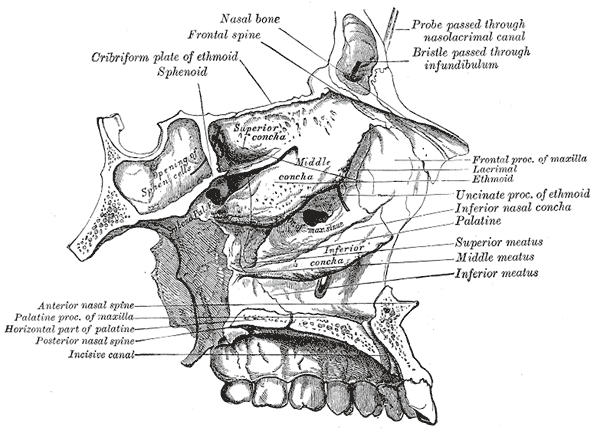
Górna, boczna i dolna ściana lewej jamy nosowej.
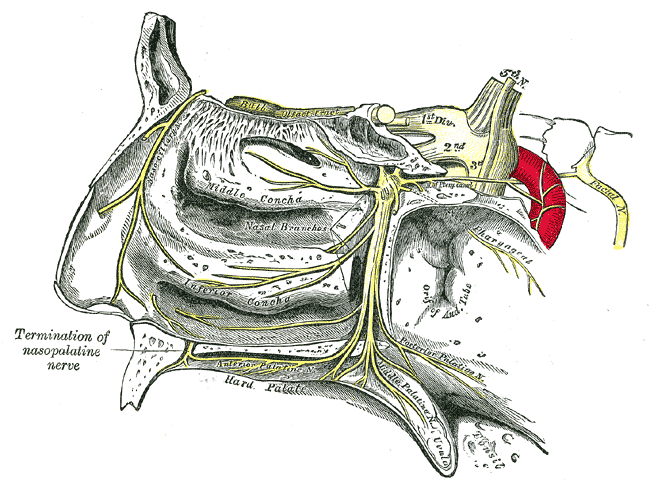
Zwój skrzydłowo-podniebienny.
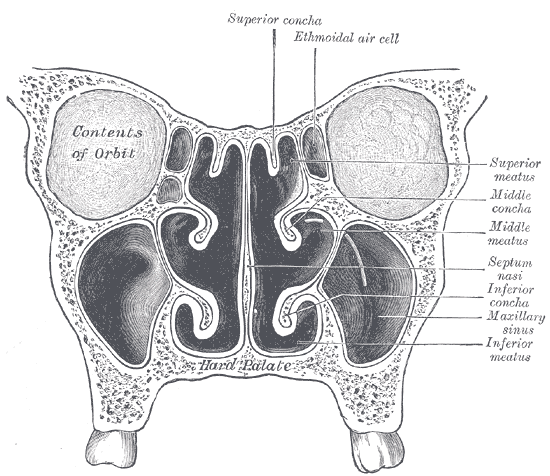
Przekrój czołowy przez jamę nosową.
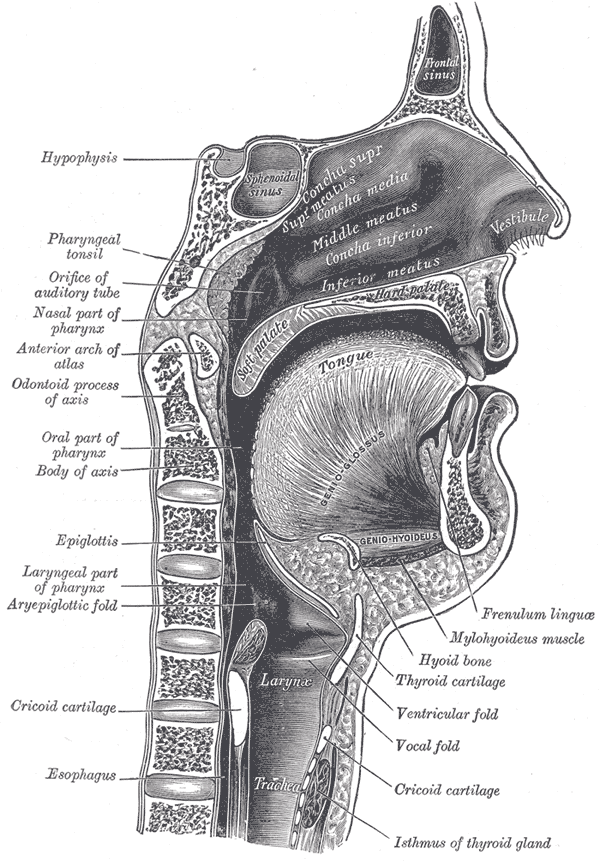
Przekrój strzałkowy przez jamę nosową, gardłową, ustną i krtań.